# 王方平
王方平，名远，字方平，以字行，东汉东海郡人，道教神仙。
曾举孝廉，授官郎中，能明天文學、讖緯学。漢桓帝向他問卜，他在宫门上書寫了四百多個字，皇帝令人削之，墨跡入板。後來辭官隐退，三國曹魏青龙初年飞升于酆都平都山。
《神仙傳》載麻姑在和仙人王方平敘舊時說道：「自從上次接待你之後，東海已三次變成農田了，時間過得真快。剛才到蓬萊去巡視時，看見海水比我上次去時又淺了一半，難道又將再度乾涸變成陸地？」即成語滄海桑田的典故。